# Skien
Skien é uma comuna da Noruega, com 778 km² de área e 50 507 habitantes (censo de 2004).         